# Riszner József
Riszner József, névváltozatok: Ryznar, Rizner, Riszner, Riesner (Turócszentgyörgy, 1823. szeptember 10. – Bruck an der Leitha, 1891. május 11.) zenetanár, zeneszerző.

## Élete
Id. Riszner József és Steinhübel Cecília fiaként született. Riszner József és Palotási János zeneköltő 1862-ben jászsági baráti kört hozott létre, amit a mai Palotási kórus elődjének tekintenek. 1863 októberében nyitotta meg kapuit Jászberényben a Riszner és neje állt vezetett nyilvános felsőbb leánynevelő és tápintézet. Riszner zongoratanárként működött, átírta Palotási János műveit zongorára, valamint azok publikálásában is közreműködött. Ugyancsak ő adta ki két kötetben Hallgató magyarjait és csárdásait. Neje Draudt Tekla volt.

## Emlékezete
- 1929-ben a Jászberényi Keresztény Nőegylet emléktáblát avatott az általa létesített leánynevelő intézetnél (később városi tanács épülete), amelyet az 1950-es években eltávolítottak. 1970-ben a Műemléki Albizottság felkutatta és visszahelyezte a táblát.
- Jászberényben a Margit-szigeten és mellette húzódó sétány viseli a nevét.